# Gymshark
Gymshark ist ein 2012 gegründetes Unternehmen, das unter diesem Markennamen Fitnesskleidung und Accessoires herstellt und vertreibt. Im Jahr 2020 wurde das Unternehmen mit über 1 Milliarde englische Pfund bewertet. Der Mehrheitseigner und CEO ist Ben Francis.

## Gründung

### 2012 – 2015: Gründung
Gymshark wurde 2012 von Ben Francis und Lewis Morgan gegründet, beide Schulfreunde. Sie installierten die Marke während ihres Universitätsstudiums im Alter von 19 Jahren. Francis besuchte zu der Zeit die Aston University und arbeitete als Zusteller für Pizza Hut.
Gymshark begann sein Geschäft mit Nahrungsergänzungsmitteln und vertrieb Bodybuilding-Nahrungsergänzungsmittel über die eigene Website. Im Jahr 2013 begann das Unternehmen mit der Entwicklung und Herstellung eigener Fitnessbekleidung.
Zunächst produzierte Francis die Kleidungsstücke in der Garage seiner Eltern nach Maß mit einer Nähmaschine und einem Siebdrucker, die er mit Ersparnissen von 1000 Pfund gekauft hatte. Bereits im ersten Jahr erzielte Gymshark einen Umsatz von 500 GBP pro Tag.
2013 stellte das Unternehmen auf der BodyPower Fitnessmesse in der NEC Arena in Birmingham aus, auf der am ersten Tag alle Lagerbestände ausverkauft waren. Nach der Show ging der Luxe-Trainingsanzug von Gymshark auf Facebook viral und erzielte innerhalb von 30 Minuten einen Umsatz von 30.000 GBP.
Als der jährliche Umsatz 250.000 GBP erreicht hatte, verließen Francis und Morgan die Universität, um sich ganz auf Gymshark zu konzentrieren.
Im Jahr 2016 verließ Morgan das Geschäft, um sich auf seine anderen Unternehmungen, das Immobilienentwicklungsunternehmen Ernest Cole und das Modelabel Maniere De Voir, zu konzentrieren.

### 2016 bis Gegenwart
Im Jahr 2016 wurde Gymshark von der The Sunday Times Fast Track 100 zum am schnellsten wachsenden Unternehmen Großbritanniens ernannt.
Im Jahr 2018 zog Gymshark von seinem Büro in Redditch in ein neues, 42.000 Quadratmeter großes Hauptquartier im Blythe Valley Business Park um. Im selben Jahr erzielte Gymshark einen Umsatz von 100 Millionen Pfund.
Im Jahr 2019 eröffnete das Unternehmen ein neues, 8000 Quadratmeter großes Büro in Hongkong. Im September des Jahres 2020 gründete Gymshark den Gymshark Lifting Club, ein Zentrum für Fitness und Innovation, am selben Standort wie sein Hauptsitz in Birmingham.
Im August 2020 erwarb das US-amerikanische Private-Equity-Unternehmen General Atlantic einen Anteil von 21 Prozent an dem Unternehmen im Wert von über 1 Mrd. GBP. Das Unternehmen verlautete, es werde die Mittel nutzen, um weltweit weiter zu expandieren.

## Niederlassungen
Gymshark besitzt kaum eigene Stores, es vertreibt seine Produkte und Dienstleistungen fast ausschließlich online. Hin und wieder werden Pop-up-Stores, unter anderem in New York oder zuletzt im Designer Outlet Roermond, für kurze Zeit angemietet. Außerdem gibt es einen Store in London in der New Burlington Street.

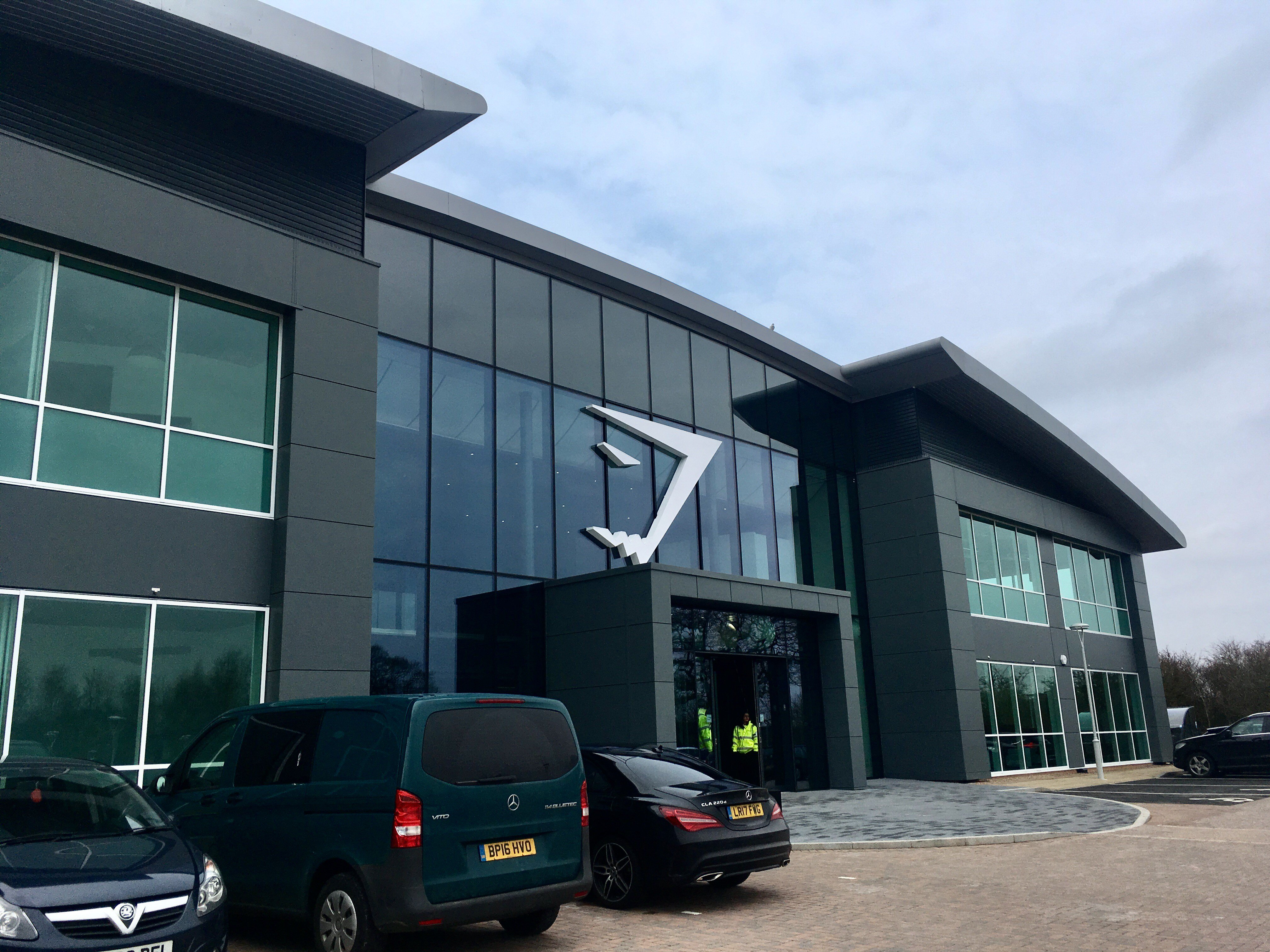
Hauptsitz des Unternehmens in England

Das Unternehmen hat seinen Hauptsitz in Solihull, England. Weitere Büros befinden sich in Hongkong und seit 2019 eines in Denver, USA.